# Abramo Pezzi

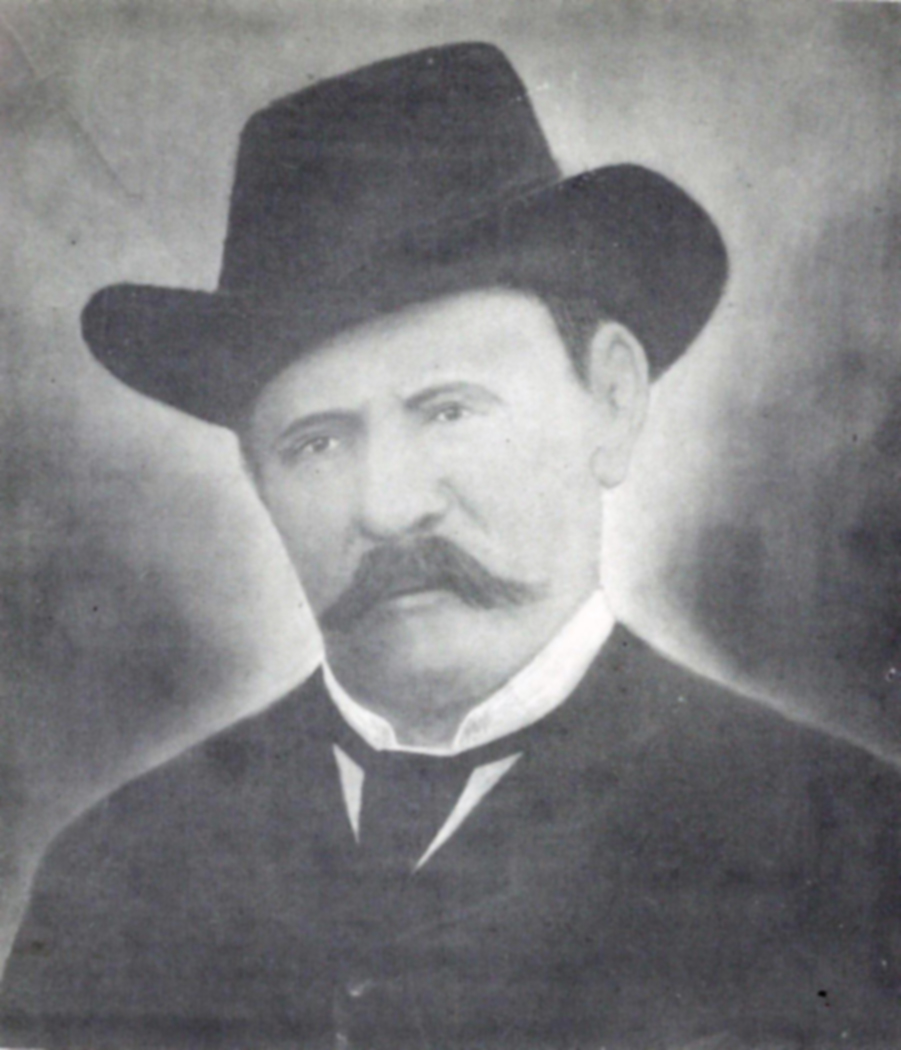
Abramo Pezzi

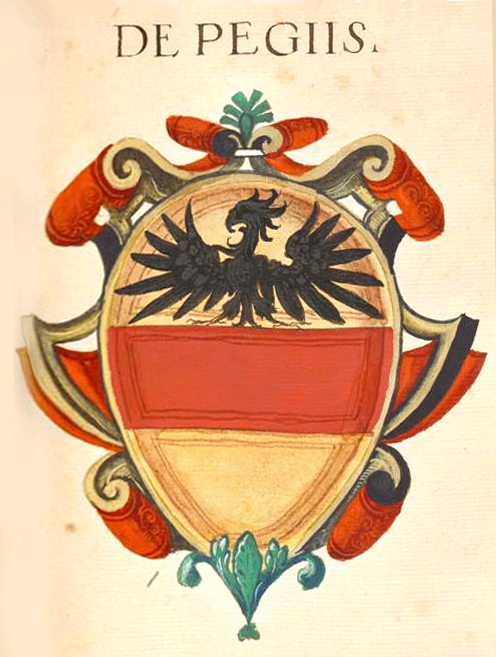
O brasão milanês com a grafia dominante até o século XVI, no manuscrito Insignia urbium Italiae septentrionalis: Nobilium Mediolanensium, Bayerische Staastbibliotek.

Pietro Lorenzo Abramo Pezzi, mais conhecido como Abramo Pezzi, alcunhado il Maestro (Dercolo, 5 de agosto de 1846 — Caxias do Sul, 6 de maio de 1903), foi um eminente professor ítalo-brasileiro ativo no período de fundação de Caxias do Sul.

## Família
Foi o filho único de Pietro Pezzi e Catarina Maines, descendente da nobre família Pecchio, nativa de Milão, atestada a partir de 1228 com o sobrenome De Pectis ou De Pezziis, quando segundo Bernardino Corio já eram poderosos, e por isso já deviam ser antigos. O sobrenome sofreu várias transformações em Milão, entre elas De Pegiis (dominante até o início do século XVI) e Pecchio (dominante a partir de meados do século XVI), com personagens grafados de várias maneiras. No século XVI o messere Dominico e Alberto de Pezzis se transferiram para o Principado Episcopal de Trento, estabelecendo-se em Cressino e adquirindo em 1577 uma grande propriedade rural em Sporminore, o Maso Milano, assim chamado em memória de suas origens milanesas. De Sporminore a família lançou um ramo em Dercolo no século XVII, onde o sobrenome se fixou como Pezzi, ingressaram na vicinia local e ocuparam vários cargos no Conselho e na administração pública.
Abramo trabalhou em sua cidade natal como professor, casando-se primeiro com Giulia Betta, nascida em Vervò em 1838 e professora como ele, tendo com ela três filhos, Giulio, Arcadio e Giovanni Giuseppe. Ficou viúvo com 26 anos, e depois esposou Teresa Maines, uma antiga aluna sua. Ela também era natural de Dercolo, nascida em 12 de março de 1856, tendo com ela grande prole.

## Vida no Brasil
Como Dercolo enfrentava sérios problemas no fim do século XIX, ocorrendo grande empobrecimento e maciço despovoamento, chegando a perder dois terços da sua população, vendo a maioria dos seus familiares e amigos partir, Abramo decidiu também abandoná-la. Viajou com a família para o Brasil entre fins de 1877 e o início de 1878, fixando-se inicialmente na colônia Rio Novo, no estado do Espírito Santo, mas como ali não encontrou meios de exercer a profissão, decidiu transferir-se para a colônia de Caxias do Sul, onde vários parentes seus haviam se radicado, chegando em 17 de abril de 1879. Sua parentela havia se estabelecido principalmente na Comunidade de São Romédio, na zona rural, que haviam ajudado a fundar, mas Abramo preferiu ficar no centro urbano, adquirindo um lote junto à Praça Dante Alighieri.
Em sua casa Abramo logo fundou uma escola particular, sendo um dos primeiros professores em atividade, atuando até pouco antes de falecer. Cobrava um fiorin por mês de cada aluno, mas isso era pouco para sustentar uma família que crescia. Então empregou-se como capataz nas obras de construção da estrada que ligou Caxias a São Sebastião do Caí, sendo auxiliado pela esposa, que trabalhou como lavadeira e engomadeira dos uniformes dos oficiais da municipalidade.
Abramo foi também um dos fundadores da Sociedade Príncipe de Nápoles, uma associação para o mútuo socorro dos colonos e o fomento da cultura italiana, e em 1890 foi indicado suplente do juiz municipal dos órfãos pelo Governo do Estado, mas recusou um assento no Conselho Municipal para melhor dedicar-se ao ensino, sua grande vocação. Lecionou primeiramente em italiano, e mais tarde também em português, formando gerações. Abramo veio a se tornar uma lenda em Caxias do Sul, tanto pela sua intensa atividade educativa como pela ajuda que dava aos outros colonos em suas várias dificuldades. Após sua morte, a casa onde viveu foi transformada no Hotel Pezzi, um edifício em madeira decorado com lambrequins na fachada, que se tornou uma hospedaria tradicional, com um anexo servindo como comércio de secos e molhados e ferragens. Hoje o local é ocupado pelo Edifício Dona Ercília, cujo nome homenageia uma de suas filhas, Ersilia, a última da sua família imediata a viver ali antes da construção.
Citado por Gelson Rech como "de exemplar retidão, e por isto querido por todos", elogiado no grande álbum comemorativo dos 75 anos da imigração como um “professor de raras qualidades cívicas, transmitindo pelo seu esforço construtivo, aos alunos, o amor à Pátria brasileira”, foi distinguido com um monumento na Praça Dante Alighieri, recebeu várias outras homenagens póstumas e seu nome batiza uma escola estadual e uma municipal, uma rua e o Prêmio Mérito Educacional Abramo Pezzi, instituído pela Câmara Municipal.

## Descendência
Abramo produziu grande e ilustre descendência, com muitos membros destacados na vida comunitária nos campos da indústria, da política, da assistência social e do comércio. Chegaram à idade adulta os filhos Arcadio, Mansueto, Mario, Ettore, Ersilia, Fenice e Aurora, e cinco outros faleceram na infância. Nas palavras do historiador Mário Gardelin, “os Pezzi, por muitos anos, na fase heroica de Caxias do Sul, se fariam presentes no seu Conselho ou na Câmara de Vereadores. É uma família que conquistou lugar indelével nas lembranças de nossa comunidade, assim como ocorreu na Câmara de Indústria e Comércio". Seus filhos:
- Arcadio Pezzi (1870-1915) comerciante, ocupou várias funções na administração municipal.[1] Casado com Isabella Casagrande, notada enfermeira do Hospital Pompeia.[20] O casal teve dez filhos: Julia, Higyna, Marcela, Amilcar, Alba, Luiza, Eleonora, Gismunda (Segismunda), Ottilia e Alcibíades.[1]

- Mansueto Pezzi (1877-1919), comerciante; sócio honorário do Clube Juvenil, ajudou a construir sua sede;[21] tesoureiro, secretário e vice-presidente da Associação dos Comerciantes,[22][23] tesoureiro e conselheiro da Cooperativa Agrícola;[24] correspondente do Consulado da Áustria-Hungria;[25] suplente de juiz distrital e juiz interino;[26] secretário da administração, conselheiro municipal por três mandatos e vice-presidente do Conselho; considerado por Mário Gardelin "o que havia de mais digno no espírito comunitário de nossa gente", prestando "os mais relevantes serviços à vida pública de Caxias do Sul", hoje nome de uma rua.[27] Casado com Adelia Parolini, tiveram oito filhos: Emílio, Germano, Nestor, Ivo, Maria Thereza, Maria Emilia, Maria Elisabetha e Vasco.[1]

- Mario Pezzi (1879-1949), contabilista, comerciante, professor, produtor de vinho, telegrafista e bancário, gerente do Banco Pelotense;[1] um dos fundadores e membro da Diretoria do Grupo Dramático Juvenil;[28] secretário e vice-presidente da Sociedade Príncipe de Nápoles;[29] secretário da Associação dos Comerciantes;[30] um dos fundadores e 1º tesoureiro da Associação dos Varejistas.[31] tenente-quartel mestre e secretário do Estado Maior do 85º Batalhão de Reserva da Guarda Nacional;[32] conselheiro municipal e secretário do Conselho;[33] diretor-secretário da Caixa de Crédito Rural,[34] e hoje nome de rua. Casado com Marina Montanari, teve os filhos Edmundo, Petronila e Edgar.[1]

- Ettore Pezzi (1881-1947), grande e premiado produtor de vinho e um dos maiores exportadores da cidade, um dos fundadores e diretores do Sindicato e da Sociedade Vinícola Rio-Grandense;[35][36][37] um dos fundadores, conselheiro fiscal e presidente do Clube Juvenil;[38][39] presidente da Sociedade Operária São José;[40] membro da Comissão Eleitoral do Centro Republicano de Caxias;[41] fabriqueiro da Catedral de Caxias do Sul, conselheiro permanente do Orfanato Santa Teresinha, colaborador assíduo das Damas de Caridade, membro da Comissão Pró-Construção do Hospital Pompeia e um dos paraninfos em sua inauguração,[42] hoje nome de rua. Foi casado com Virginia Pellizer, gerando Abramo II, Fortunato, Paride Achiles, Ire Catharina Maria, Thereza Maria, Germano Mansueto, Elza, Maria de Lourdes, Edith Maria e Noely.[1]

- Ersilia Pezzi (1886-1956), casada com Domingos Grazziotin, abastado comerciante em Antônio Prado, depois de sua morte assumiu os negócios. O casal gerou Inês, Mário Germano, Abramo, Hugo Theodorico e Waldemar Mansueto.[1]

- Fenice Pezzi (1888-1950), professora de Português e ajudante de seu pai na juventude, depois foi uma das fundadoras das Damas de Caridade. Casou-se com José Arioli, funileiro e funcionário da Metalúrgica Eberle, gerando Tereza Joana, Joana, Carlito, Adelina, Gema, Maria, Alberto, Mansueto e Enio.[1]

- Aurora Pezzi (1893-1987), gerente do comércio de ferragens e secos e molhados da família Pezzi. Casada com Alberto Ungaretti, sem geração.[1]